# Brett Kern
Brett Alan Kern (Grand Island, 17 febbraio 1986) è un giocatore di football americano statunitense che milita nel ruolo di punter per  i Philadelphia Eagles della National Football League (NFL).

## Carriera

### Denver Broncos
Dopo non essere stato scelto nel Draft NFL 2008, Kern firmò con i Denver Broncos. Debuttò come professionista nel primo turno contro gli Oakland Raiders calciando due punt per 80 yard. A fine stagione fu inserito nella formazione ideale dei rookie dalla Pro Football Writers Association. Nella stagione 2009, malgrado l'avere la terza media per punt della storia della NFL, Kern fu svincolato dai Broncos

### Tennessee Titans
Dopo il licenziamento Kern firmò con i Tennessee Titans, andando a sostituire come punter Reggie Hodges. Nel 2017 fu inserito nel Second-team All-Pro e convocato per il suo primo Pro Bowl, selezione avvenuta anche nelle due stagioni successive.
Il 29 agosto 2022 Kern fu svincolato dai Titans.

### Philadelphia Eagles
Il 13 dicembre 2022 Kern firmò con i Philadelphia Eagles.

## Palmarès

### Franchigia
- National Football Conference Championship: 1

Philadelphia Eagles: 2022

### Individuale
- Convocazioni al Pro Bowl: 3

2017, 2018, 2019
- First-team All-Pro: 1

2019
- Second-team All-Pro: 1

2017
- PFWA All-Rookie Team - 2008